# Qin Haiyang
Qin Haiyang (覃海洋; * 17. Mai 1999) ist ein chinesischer Schwimmer. Bei Weltmeisterschaften erhielt er auf der 50-Meter-Bahn bis 2023 viermal Gold und einmal Silber sowie auf der 25-Meter-Bahn einmal Silber und einmal Bronze. Bei Asienspielen erschwamm er sechs Goldmedaillen, eine Silbermedaille und zwei Bronzemedaillen. 2023 war er der erste Schwimmer, der bei Weltmeisterschaften die Titel über 50 Meter, 100 Meter und 200 Meter in der gleichen Lage gewann. 2024 gewann er je eine olympische Gold- und Silbermedaille.

## Sportliche Karriere
Qin Hayiyang gewann bei den Jugendweltmeisterschaften 2015 die Titel über 100 Meter und 200 Meter Brust sowie die Silbermedaille über 200 Meter Lagen.
2017 bei den Weltmeisterschaften in Budapest schied Qin Haiyang im Halbfinale über 200 Meter Brust aus. Über 200 Meter Lagen erreichte er das Finale und belegte den sechsten Rang. Im Jahr darauf bei den Asienspielen 2018 in Jakarta gewann er sowohl über 200 Meter Lagen als auch über 200 Meter Brust die Bronzemedaille. Über 100 Meter Brust belegte er den fünften Platz. In der 4-mal-100-Meter-Lagenstaffel erhielt er eine Goldmedaille, da er im Vorlauf eingesetzt worden war. Im Finale schwamm Yan Zibei auf der Brustlage, der über 100 Meter Brust Zweiter war. Ende 2018 fanden in Hangzhou die Kurzbahnweltmeisterschaften 2018 statt. Qin Haiyang schlug über 200 Meter Brust eine Sekunde nach dem Russen Kirill Prigoda und gewann damit die Silbermedaille. 2019 nahm Qin Haiyang zwar an den Weltmeisterschaften in Gwangju teil, schied aber im Halbfinale über 200 Meter Brust aus.
Bei den wegen der COVID-19-Pandemie erst 2021 ausgetragenen Olympischen Spielen in Tokio schied Qin Haiyang über 200 Meter Lagen als 27. der Vorläufe aus. Ende 2021 wurde Qin Haiyang bei den Kurzbahnweltmeisterschaften in Abu Dhabi Sechster über 100 Meter Brust und Fünfter über 200 Meter Brust. 2022 bei den Weltmeisterschaften in Budapest misslang Qin Haiyang in seinen Einzeldisziplinen der Finaleinzug. In der 4-mal-100-Meter-Lagenstaffel wurde er in Vorlauf und Finale eingesetzt, die Staffel belegte den achten Platz. Ende 2022 bei den Kurzbahnweltmeisterschaften in Melbourne wurde er über 100 Meter Brust Vierter mit 0,08 Sekunden Rückstand auf den drittplatzierten Briten Adam Peaty. Über 200 Meter Brust gewann er die Bronzemedaille hinter dem Japaner Daiya Seto und Nic Fink aus den Vereinigten Staaten. Über 50 Meter Brust schlug Qin Haiyang als Vierter an und hatte 0,14 Sekunden Rückstand auf Bronze. Ein halbes Jahr später bei den Weltmeisterschaften in Fukuoka siegte Qin Haiyang über 100 Meter Brust mit 1,03 Sekunden Vorsprung. Mit Nic Fink, dem Italiener Nicolò Martinenghi und dem Niederländer Arno Kamminga erhielten drei zeitgleiche Schwimmer eine Silbermedaille. Über 50 Meter Brust schlug Qin Haiyang als Erster an mit 0,3 Sekunden Vorsprung vor Nic Fink, Dritter wurde mit Sun Jiajun der zweite Vertreter der Volksrepublik China. Über 200 Meter Brust schwamm Qin Haiyang einen neuen Weltrekord und siegte mit fast einer Sekunde Vorsprung vor dem Australier Zac Stubblety-Cook. Damit war Qin Haiyang der erste Schwimmer gleich welchen Geschlechts und gleich welcher Schwimmlage, der jemals bei denselben Weltmeisterschaften über 50 Meter, 100 Meter und 200 Meter Gold abräumte. In der 4-mal-100-Meter-Lagenstaffel erkämpften Xu Jiayu, Qin Haiyang, Wang Changhao und Pan Zhanle die Silbermedaille mit 1,8 Sekunden Rückstand auf das US-Quartett. Die 4-mal-100-Meter-Mixed-Lagenstaffel mit Xu Jiayu, Qin Haiyang, Zhang Yufei und Cheng Yujie gewann den Titel vor den Australiern. Im Anschluss an die Weltmeisterschaften wurden in Chengdu die Summer World University Games 2021 nachgeholt. Qin Haiyang gewann alle drei Brustwettbewerbe sowie mit beiden Lagenstaffeln. Ab Ende September 2023 wurden in Hangzhou die Asienspiele 2022 abgehalten. Wie bei der Universiade erschwamm Qin Haiyang fünf Goldmedaillen. Über 200 Meter Lagen wurde er Zweiter hinter seinem Landsmann Wang Shun.
2024 bei den Olympischen Spielen in Paris belegte Qin Haiyang den siebten Platz über 100 Meter Brust. Über 200 Meter Brust schied er im Halbfinale aus. Die chinesische 4-mal-100-Meter-Lagenstaffel mit Xu Jiayu, Qin Haiyang, Sun Jiajun und Pan Zhanle erschwamm die Goldmedaille, im Vorlauf war Wang Changhao auf der Schmetterlingslage geschwommen. Die 4-mal-100-Meter-Mixed-Lagenstaffel erreichte das Finale in der Besetzung Xu Jiayu, Tang Qianting, Zhang Yufei und Pan Zhanle mit der drittbesten Vorlaufzeit. Im Finale wurden Xu Jiayu, Qin Haiyang, Zhang Yufei und Yang Junxuan Zweite mit 0,12 Sekunden Rückstand auf das US-Quartett.

## Doping
In der Dokumentation „Die Akte China“ berichtete die ARD-Dopingredaktion im Frühjahr 2024 über einen internen Bericht der chinesischen Dopingagentur über positive Dopingproben bei 23 chinesischen Schwimmsportlern, darunter Qin Haiyang. Alle Schwimmer wurden bei einem Wettbewerb Anfang 2021 auf die Substanz Trimetazidin positiv getestet. Diese Dopingfälle wurden von der WADA nicht weiter untersucht; Sperren gab es keine. 13 der 23 Schwimmer starteten bei den Olympischen Spielen 2021 in Tokio, 11 bei den Olympischen Spielen 2024 in Paris, darunter jeweils auch Qin Haiyang. Die WADA geriet wegen möglicher Dopingvertuschung in starke Kritik.